# لیمبادی
لیمبادی (به ایتالیایی: Limbadi) یک کومونه در ایتالیا است که در استان ویبو والنتیا واقع شده‌است.

## خصوصیات
لیمبادی ۲۸٫۹ کیلومترمربع مساحت و ۳٬۶۸۸ نفر جمعیت دارد و ۲۲۹ متر بالاتر از سطح دریا واقع شده‌است.